# 冯忠华
冯忠华（1970年5月—），男，汉族，辽宁丹东人，中华人民共和国政治人物。合肥工业大学资源与环境科学系环境工程专业，大学学历，清华大学建筑学院建筑与土木工程领域专业在职学习，工程硕士学位。

## 生平
1992年7月加入中国共产党，1993年7月参加工作。中华人民共和国政治人物，第十三届全国人民代表大会天津地区代表。合肥工业大学环境工程专业、清华大学建筑与土木工程领域专业毕业，工学硕士学位。
2015年3月，任住房和城乡建设部科技与产业化发展中心主任。2016年11月，任城乡规划司司长。2018年2月24日，当选为第十三届全国人大代表。2019年6月，任海南省人民政府副省长。
2022年4月，当选为中共海南省委常委，并出任省委组织部部长。2024年6月，任广东省委常委、组织部部长。